# Саймън Кларк
Саймън Кларк (на английски: Simon Clark) е английски писател на произведения в жанровете научна фантастика, хорър и криминален роман.

## Биография и творчество
Роден е в Донкастър, Англия на 20 април 1958 г. Завърша Минно-тенологичен колеж. След дипломирането си работи на временни работни места.
Започва кариерата си на писател като автор на фензини. Първият му разказ е публикуван през 1985 г. През 1990 г. е издаден първият му сборник с разкази „Blood and Grit“ (Кръв и пясък).
През 1995 г. е издаден първият му роман „Nailed by the Heart“ (Прикован от сърцето), а през 1998 г. първата му хорър поредица „Вампири“.
През 2001 г. е издаден романът му „Нощта на трифидите“, който е сюжетно продължение на романа на Джон Уиндъм „Денят на трифидите“. Книгата е удостоена с британската награда за научна фантастика за най-добър роман годината.
Редактира сборници с истории за Шерлок Холмс написани от различни автори.
Саймън Кларк живее със семейството си в Йоркшир.

## Произведения

### Самостоятелни романи
- Nailed by the Heart (1995)
- Blood Crazy (1995)
- Darker (1996)
- King Blood (1997) – издаден и като „On Deadly Ground“
- The Fall (1998)
- Judas Tree (1999)
- Darkness Demands (2001)
- The Night of the Triffids (2001) – британска награда за научна фантастика
Нощта на трифидите, изд.: ЕГИ, София (2003), прев. Владимир Зарков
- Stranger (2002)
- In This Skin (2004)
- The Tower (2005)
- London Under Midnight (2006)
- Death's Dominion (2006)
- Lucifer's Ark (2007)
- This Rage of Echoes (2007)
- The Midnight Man (2008)
- Stone Cold Calling (2008)
- Vengeance Child (2008)
- Ghost Monster (2009)
- This Ghosting Tide (2009)
- The Gravedigger's Tale (2010)
- Secrets of the Dead (2014)
- Rage Master (2015)

### Серия „Вампирите“ (Vampyrrhic)
1. Vampyrrhic (1998)
2. Vampyrrhic Rites (2003)
3. Whitby Vampyrrhic (2009)
4. His Vampyrrhic Bride (2012)
5. Her Vampyrrhic Heart (2013)

### Серия „Инспектор Абърлин“ (Inspector Abberline)
1. Inspector Abberline and the Gods Of Rome (2014)
2. Inspector Abberline and the Just King (2015)

### Новели
- She Loves Monsters (2006)
- Humpty's Bones (2010) – британска награда за научна фантастика
- Butterfly (2010)
- Gerassimos Flamotas (2012)
- The Spirited Sea (2013)
- Sherlock's Demon (2013)
- The Fabled Oak (2013)
- The Ghosts of Pontefract Castle (2014)
- Stone Cold (2015)

### Сборници
- Blood and Grit (1990)
- Salt Snake and Other Bloody Cuts (1999)
- Exorcising Angels (2003) – с Тим Лебон
- Fourbodings (2005) – с Тери Лъмсли, Тим Лебон и Марк Морис
- Hotel Midnight (2005)
- Midnight Bazaar (2007)
- Blood and Grit 21 (2011)

### Документалистика
- Altered Visions (2010)